# Мост Риальто
Мост Риальто (итал. Ponte di Rialto) — один из четырёх мостов через Гранд-канал в Венеции, располагается в квартале Риальто. Самый первый и самый древний мост через канал. Самый известный мост Венеции и один из символов города. Построен в самой узкой части Гранд-канала. Изначально был деревянным и неоднократно рушился. В конце XVI века был возведён новый мост из камня, дошедший до наших дней. Неподалёку находятся знаменитый рынок Риальто и старинная церковь Сан-Джакомо ди Риальто.

## История
Первой переправой на этом месте стал понтонный мост, возведённый зодчим Николо Бараттьеро в 1181 году. Тогда его называли Понте-делла-Монета («монетный мост»), предположительно из-за близости к улице Цекка, где располагался монетный двор; другая теория связывает название моста с тем, что пересечение моста было платным.

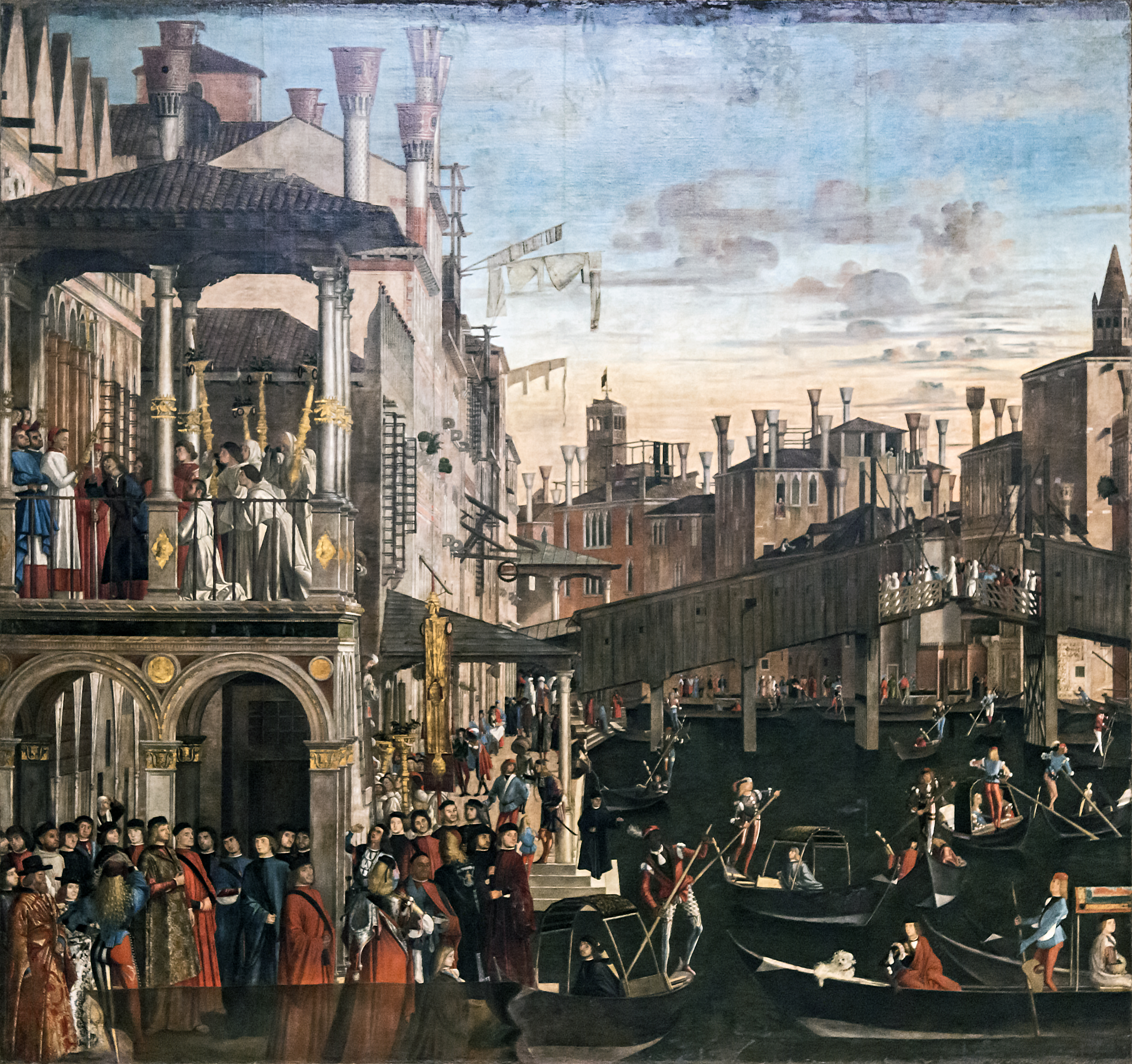
Деревянный мост на картине Витторе Карпаччо «Чудо реликвии Креста на мосту Риальто». 1494

В связи с развитием рынка Риальто на восточном берегу Гранд-канала появилась необходимость заменить плавучий мост более прочной деревянной конструкцией, так как тот уже не справлялся с потоком пешеходов. В середине XIII века был возведён новый мост, который имел форму арки и мог размыкаться в центральной части для пропуска высоких судов. Через некоторое время мост стал называться так же, как и близлежащий рынок Риальто, который превращался в одно из самых оживлённых мест города.
В 1310 году мост сильно пострадал от пожара в ходе мятежа, возникшего в результате заговора Байамонте Тьеполо. В 1444 году он рухнул: по одной версии, под тяжестью зрителей, собравшихся поглазеть на регату, по другой — из-за столпотворения зевак, следовавших за прибывшей в город невестой маркграфа Феррары. Заново отстроенный (снова из дерева) мост приобрёл теперь уже встроенный механизм, позволявший разводить мост для прохода судов.
В XV веке вдоль моста начали появляться различные лавки, и арендной платы, взимавшейся с них, вполне хватало на содержание моста.

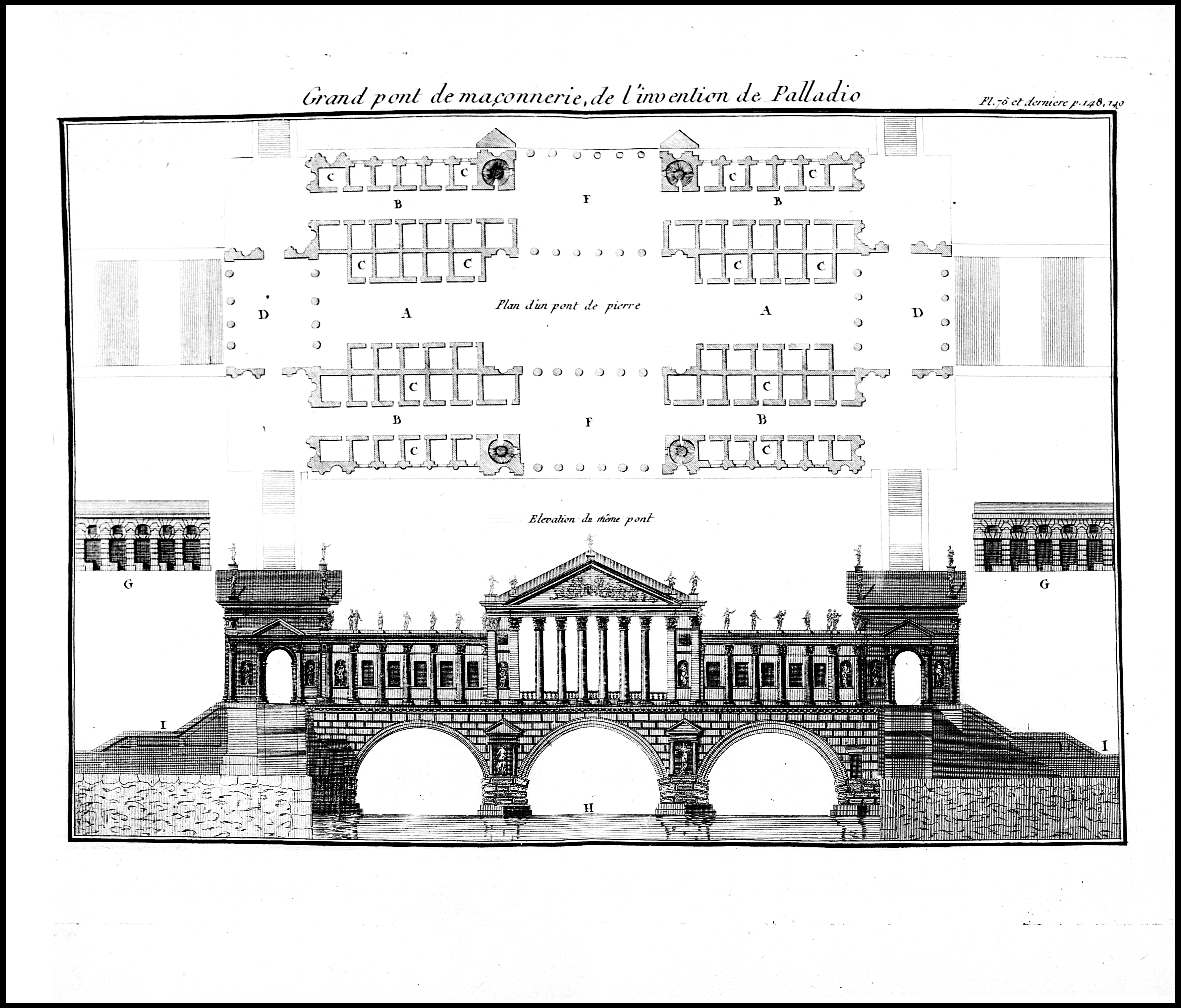
Проект моста Риальто А. Палладио. Чертёж издания Ш.-А. Жомбера. 1764

В 1524 году мост снова обрушился. Тогда властям пришлось всерьёз задуматься о строительстве каменного моста (первый проект датирован 1503 годом). Вскоре дож Венеции Паскуале Чиконья объявил конкурс на лучший проект для нового моста, в котором приняли участие многие известные архитекторы, такие как Микеланджело, Якопо Сансовино, Андреа Палладио, Виньола.
В 1551 году, на удивление всем, победителем конкурса был объявлен малоизвестный архитектор Антонио да Понте, чей проект, напоминавший самый первый деревянный мост на этом месте, был вскоре воплощён в жизнь. Победа да Понте объяснялась тем, что его проект в данной ситуации подходил больше, чем классические многоарочные конструкции других архитекторов. Каменный мост в основном был построен между 1588 и 1591 годами. C 1591 года строительство моста завершал Антонио Контин. Однако ещё в самом начале строительства многие критики скептически относились к смелому проекту да Понте, и даже известный архитектор Винченцо Скамоцци предсказывал скорое крушение моста. Но, несмотря на это, мост дошёл в таком виде до наших дней.
Мост Риальто упоминается Шекспиром в пьесе «Венецианский купец». Русский путешественник П. А. Толстой писал в конце XVII века:
В Венецы много зело мостов, каменных и деревеных, между которыми один каменной мост зело великой и широкой, которой называют италияне Ариалтом. На том мосту по обе стороны поделаны лавки, в которых продают всякие мелочные тавары. За тем мостом паки великие ряды, в которых продают суды серебреные и сукна. Под тот мост могут подходить великие суды с щеглами, для того что тот мост зело высок, зделан на одном своде и работою изрядною. Венецкой народ разделяется надвое: которые живут на той стороне сего помяненнаго мосту Ариалту, где и костел сборной святаго Марка, те называются костеляны; а которые живут от тех за тем помяненным великим мостом, те называются николиоты, — и временем и вражду тайную между собою имеют. И бывают между подлым народом у николиотов с каштелянами великие кулашные бои. На том помяненном великом мосту в тех кулашных боях бывает много и смертнаго убивства.
Риальто оставался единственным мостом через Гранд-канал до 1854 года, когда был построен мост Академии.
В начале 2012 года венецианские власти затеяли реконструкцию моста Риальто. Дело в том, что мост, по которому ежедневно проходят тысячи туристов и где происходит коммерческая деятельность, давно уже нуждается в реставрации. Работы обещают закончить к апрелю 2015 года.

## Описание
Мост состоит из одной мощной арки длиной 28 метров, его максимальная высота в центре равна 7,5 метрам, общая длина — 48 метров. Построенный в самом узком месте Гранд-канала, мост опирается на 12 тысяч свай, забитых в дно лагуны. На мосту в арочных галереях расположены 24 лавки (по 6 лавок с каждой стороны), разделённые в центре двумя арками. Две наклонные рампы соединяются в центре. Между рядами лавок проходят ведущие к центру лестницы, начинающиеся у краёв моста. В лавках продают сувениры, кожаные сумки и ювелирные изделия.

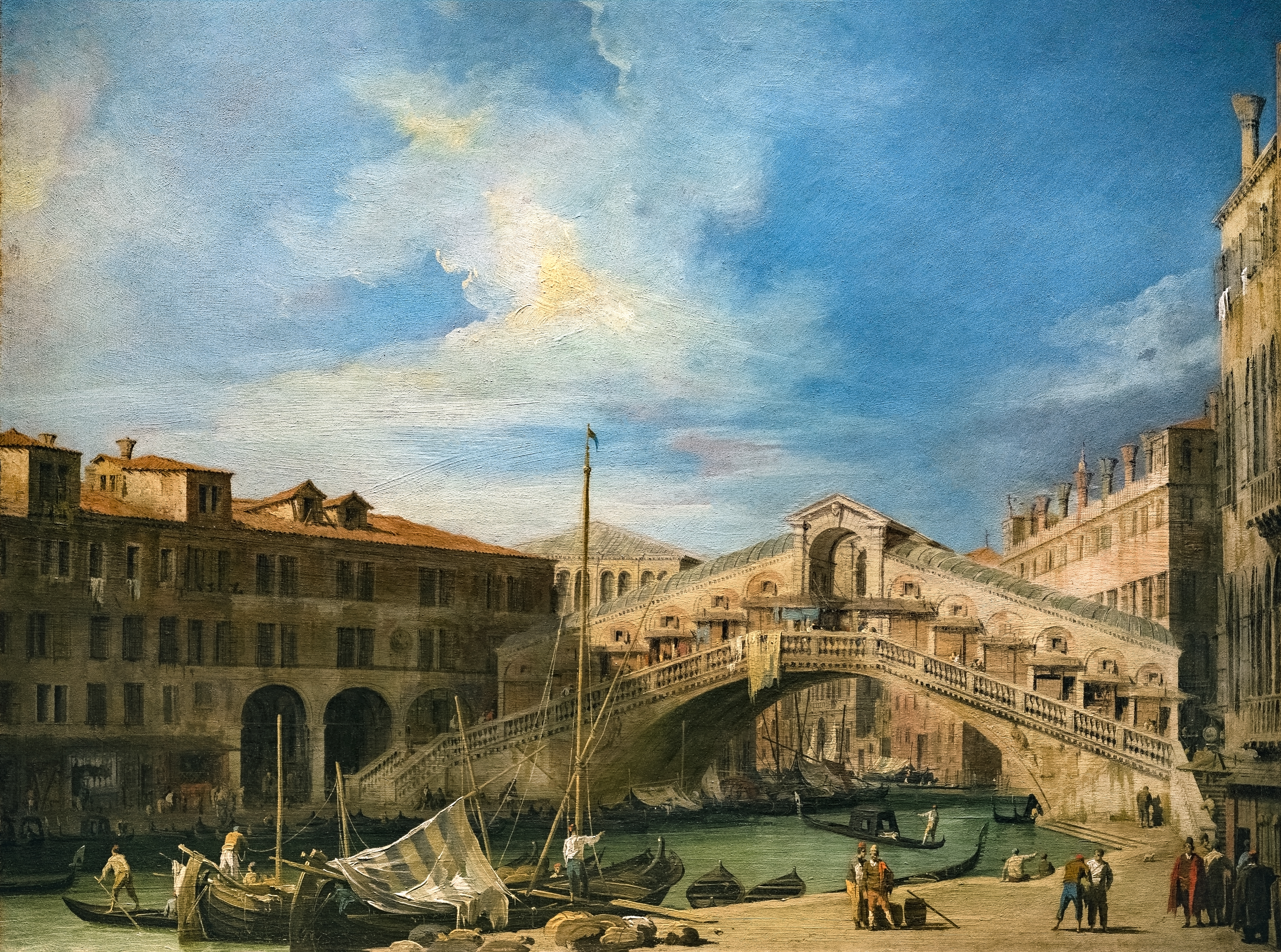
Каналетто. Вид моста Риальто с юга. Ок. 1727 года.
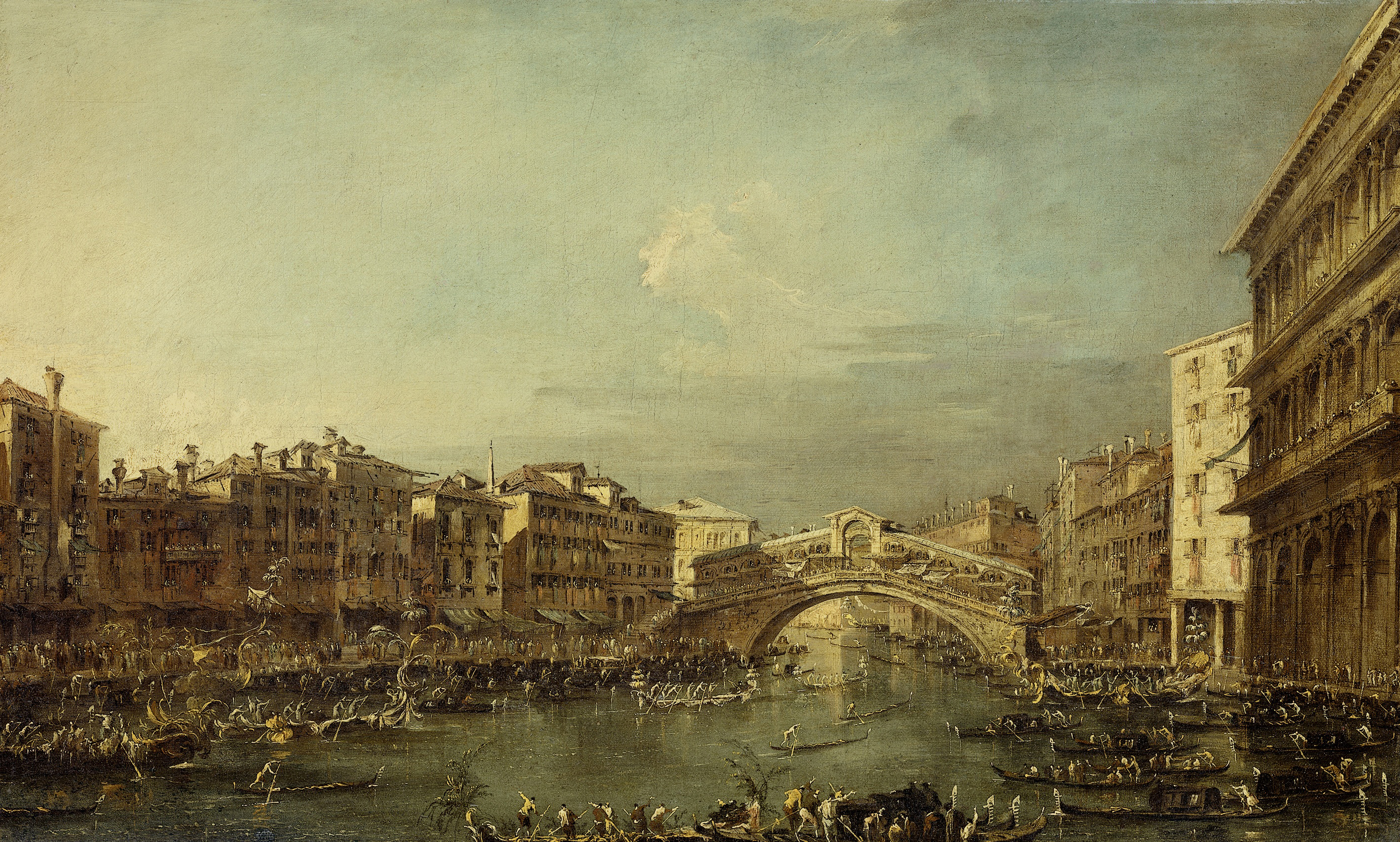
Мост Риальто на картине Фр. Гварди (конец XVIII в.)
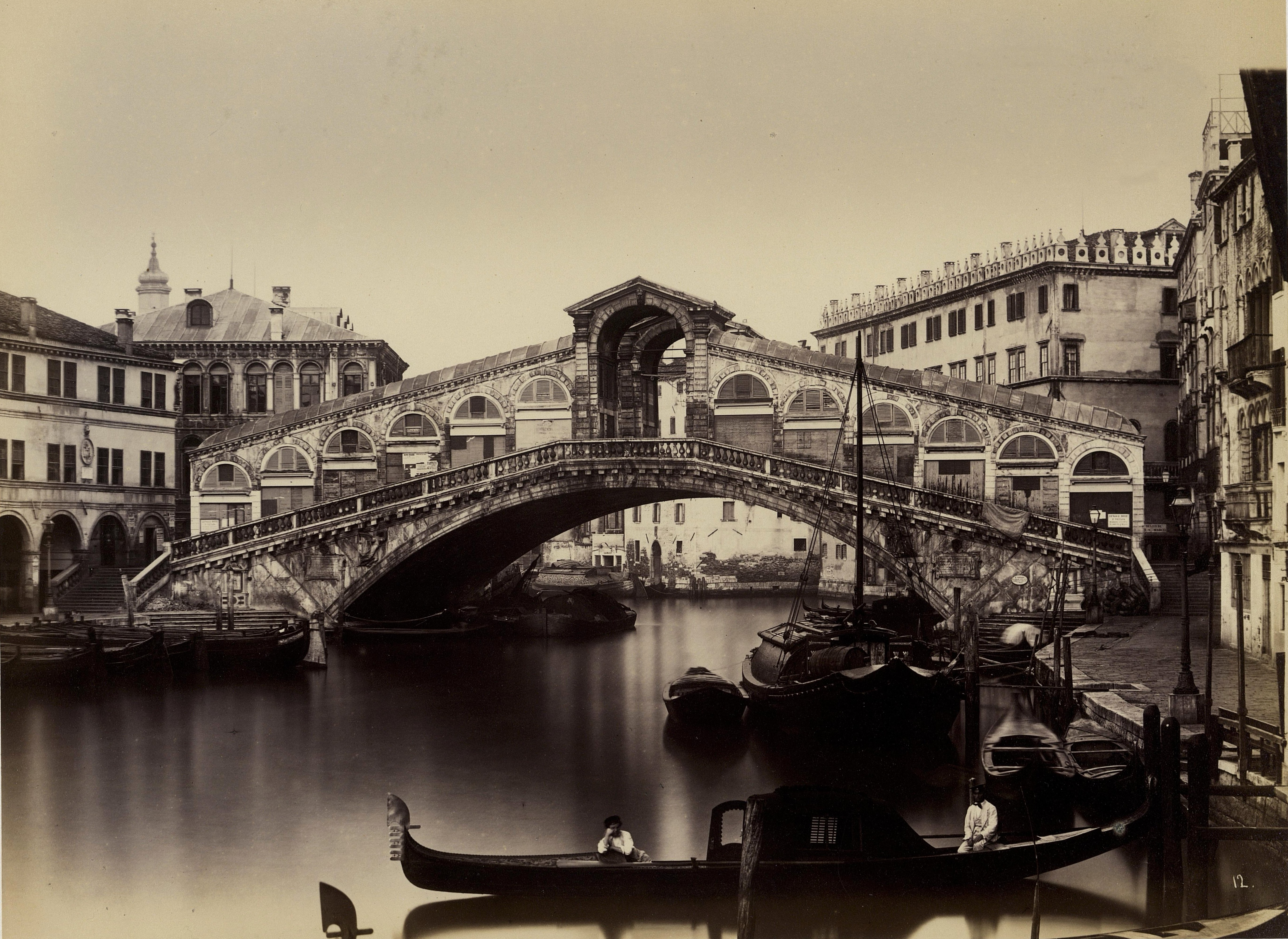
Мост Риальто. Фотография 1870-х гг.
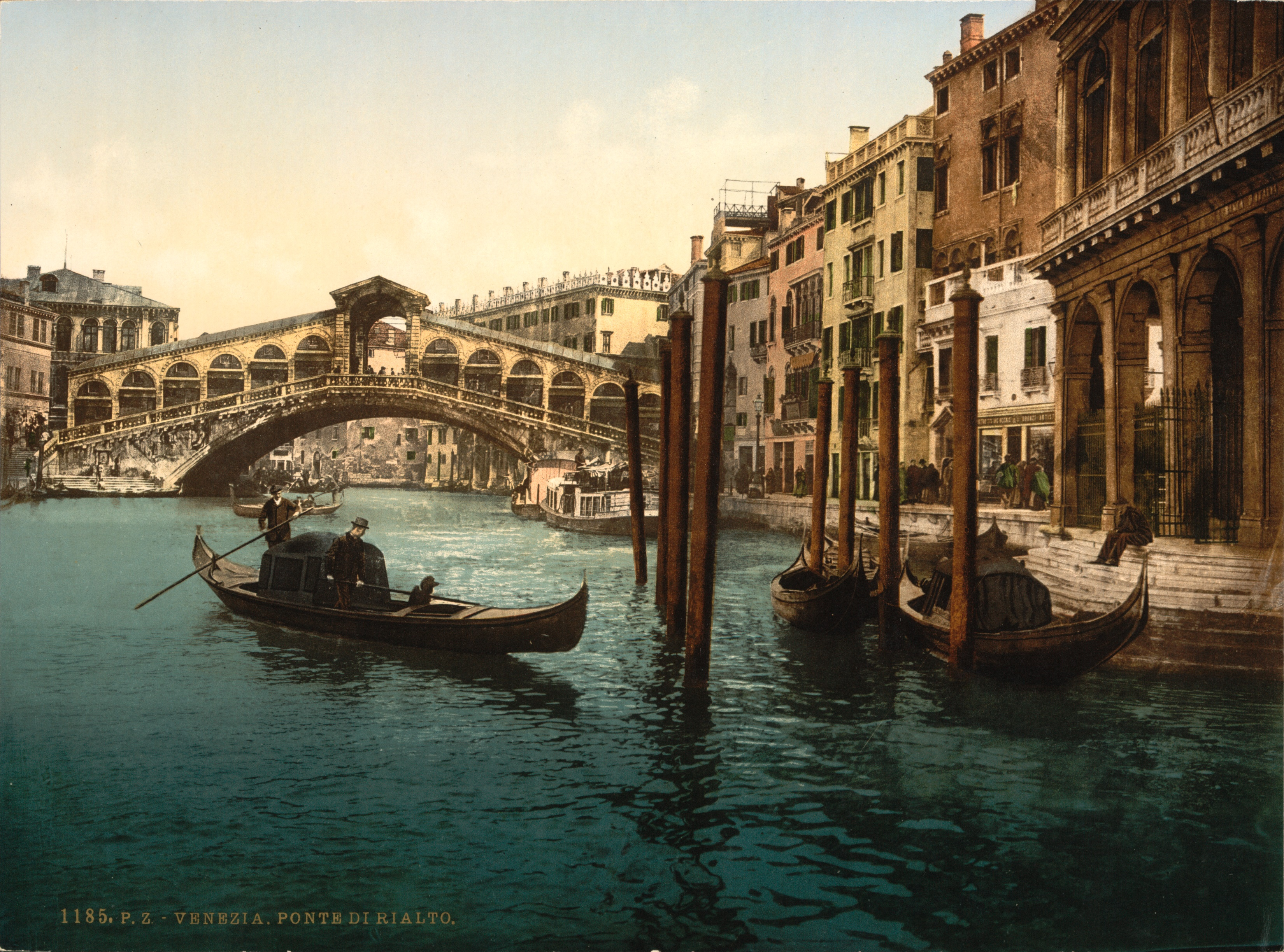
Вид на мост с юго-запада в начале 1890-х гг.
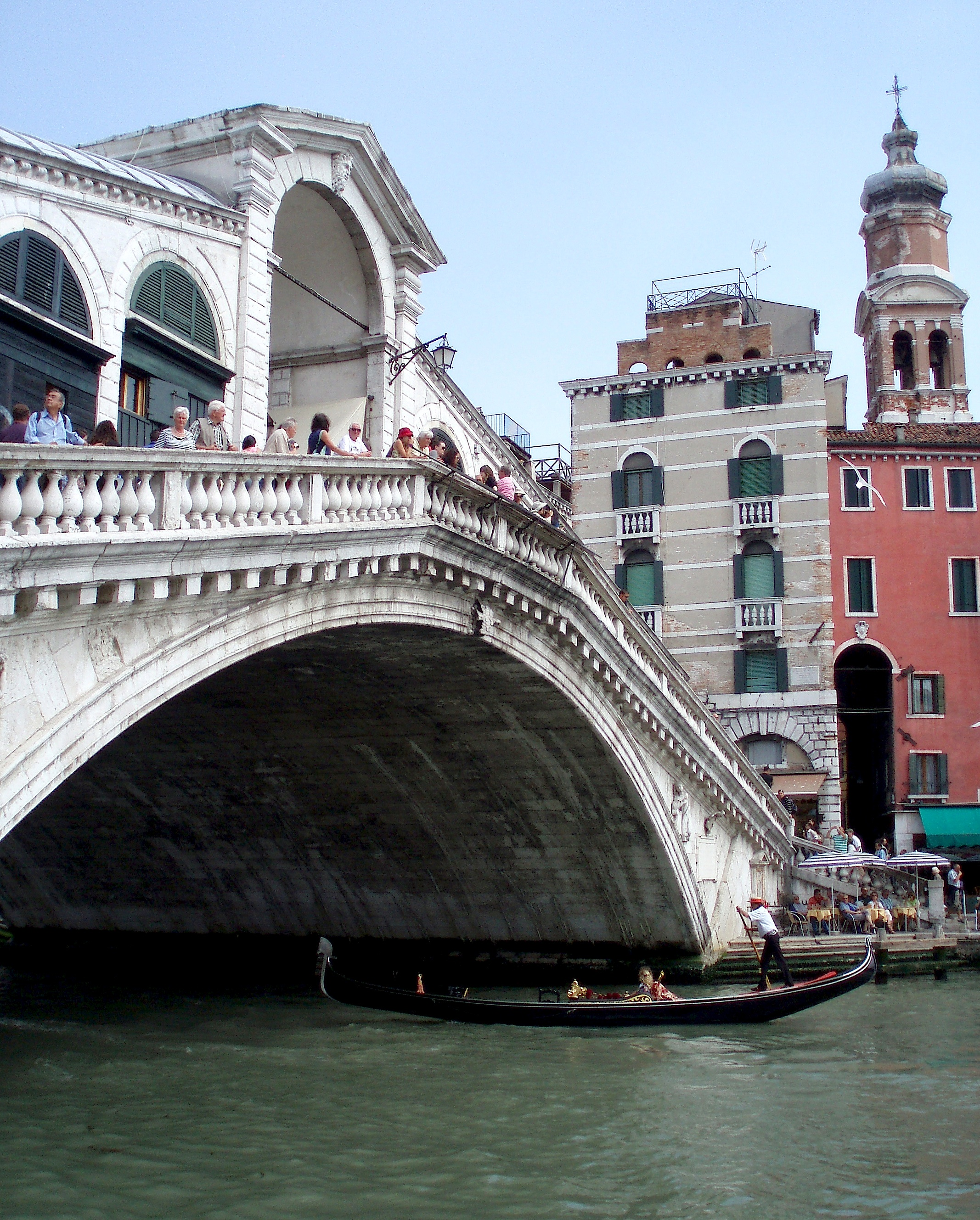
Гондола, проплывающая под мостом Риальто
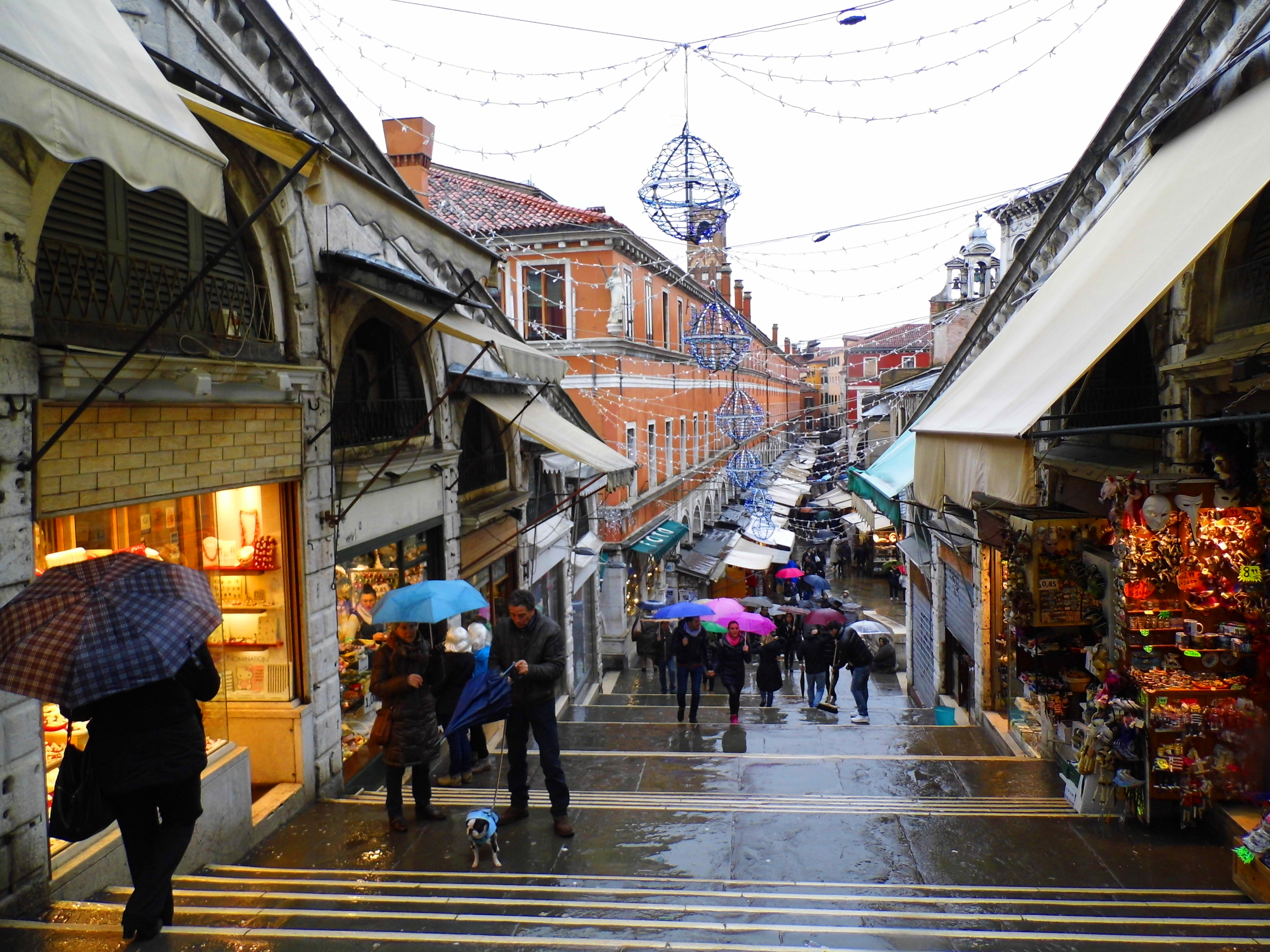
Лестница между лавками на мосту
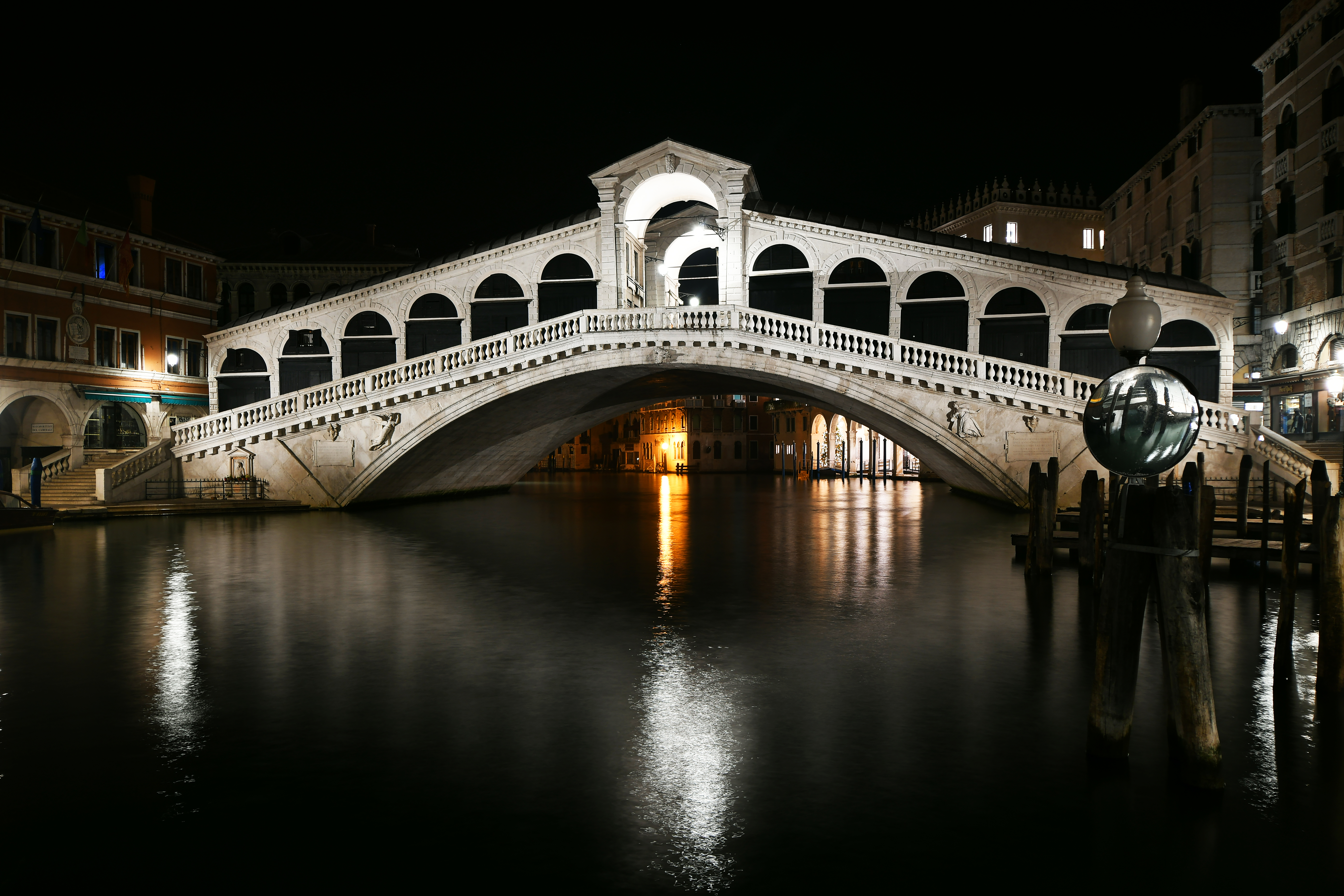
В ночное время
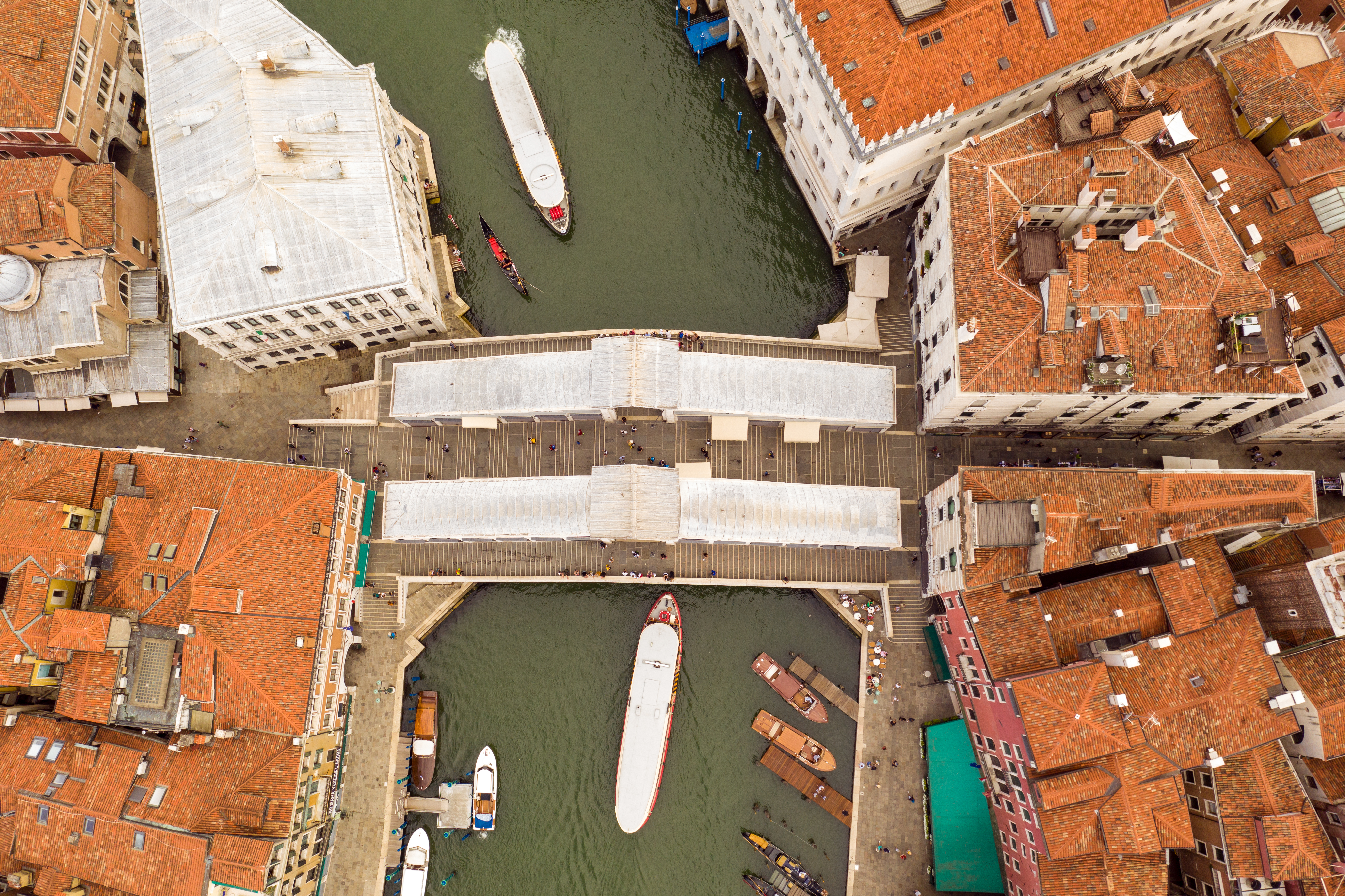
Вид с воздуха

## В массовой культуре
- Деревянный мост Риальто конца XV века можно увидеть в компьютерной игре Assassin's Creed II.
- В игре Overwatсh одно из полей боя расположено в районе Риальто.
- В игре Counter-Strike: Global Offensive одна из карт режима «Напарники»
- В фильме «Человек-паук: Вдали от дома» мост Риальто является одним из мест сражений.